# Palais San Callisto
Pour les articles homonymes, voir San Callisto.
Le palais San Callisto (palais de Saint-Calixte) est un petit palais à Rome et une des propriétés extraterritoriales du Saint-Siège Le bâtiment d'origine est situé Piazza Santa Maria in Trastevere, mais ses extensions ultérieures ont fait que son entrée se trouve Piazza di San Callisto. La totalité du complexe est un des sites du Saint-Siège en vertu des accords du Latran signés en 1929 avec le royaume d'Italie. Comme tel, il bénéficie du statut d'extraterritorialité.

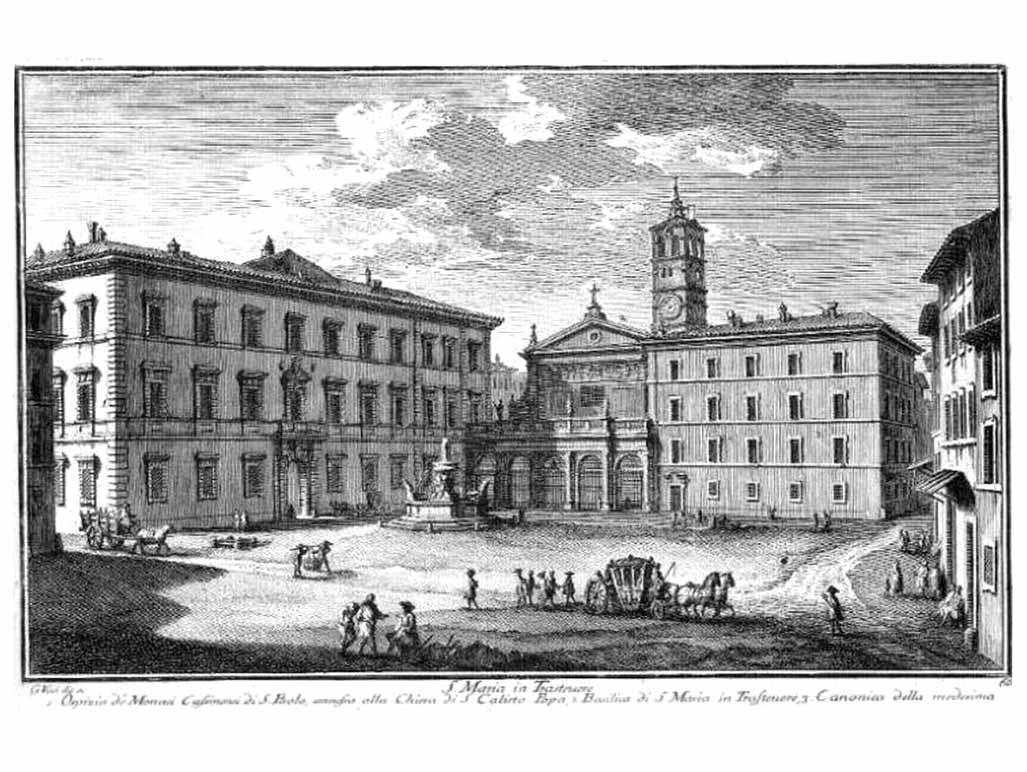
Le Palais San Callisto, à gauche de l'église Sainte Marie du Trastevere, gravure de Giuseppe Vasi, milieu du XVIIIe siècle.

## Usage
Le palais San Callisto a été nommé en honneur du pape Calixte Ier et abrite actuellement :
- Le Conseil pontifical Cor unum
- Le Conseil pontifical pour la famille
- Le Renouveau charismatique international catholique[2].
- Le Conseil pontifical pour les laïcs

En 1990, le palais a été inscrit au Patrimoine mondial de l'Unesco avec le numéro d'identification 91-005.